# 芦柴坳村
芦柴坳村，旧称芦泗坳，是中华人民共和国下辖村级行政区，位于湖北省麻城市夫子河镇，坐落于芦家河山顶之上，地形是一条绵延数十余里的山冲，地势险要，崇山峻岭，林木覆盖。该村由邓家山垸与芦柴坳垸组成，全村共有1508人，耕地面积799亩，其中水田540亩，山林面积6300亩。
芦柴坳村原隶属于芦家河乡，2004年，镇政府驻夫子河，撤区并乡后合并到夫子河镇管辖。
芦柴坳村是中国抗日战争时期鄂东抗日游击挺进队第五大队的诞生地，1949年中华人民共和国建国后湖北省第一任省长张体学曾在此打过游击。湖北省作家协会《新作家》编辑部主任周胜辉曾在抗日战争长篇记实文学中记载过该村抗战事件。

## 中国共产党革命根据地
1938年10月，由中国共产党领导的鄂东抗日游击挺进队在湖北省黄冈县（今黄冈市）贾庙乡孙家冲村张家山成立。同年12月，挺进队被改编为“国民革命军陆军第二十一集团军独立游击第五大队”，下辖四个中队。张体学任大队长，丁宇宸任副大队长，段亚杰任政治处主任，改编后，独立游击队将根据地搬迁到麻城夫子河芦柴坳，并在芦柴坳成立了“军政委员会”，方毅任书记，刘西尧任副书记，张体学、段亚杰等任委员。该部队对外称第五大队，是一个团的建制。
1939年春节后，第五大队主力迁移至芦家河夏家山，同年9月1日，国民党鄂东游击总指挥程汝怀连同桂系一七二师师长程树芬主力十八纵队王啸风部，向夏家山、芦泗坳等五大队驻地发起全面突袭，张体学的夫人戴醒群、冈麻罗边中心县委组织部长张良卿、五大队供给处长姚渠等100余名官兵被捕后遭杀害，中共领导的独立游击第五大队损失惨重，这就是震惊中外的“夏家山事件”（亦称鄂东惨案）。
中华人民共和国成立后，芦柴坳村公路边建有抗日战争纪念馆和纪念碑，纪念馆陈列着张体学等五大队成员的珍贵照片，详细地记载了这里发生的抗日事迹。

## 奇闻轶事
1939年9月1日凌晨，国民党鄂东游击总指挥程汝怀与桂系172师师长程树芬主力十八纵队王啸风部围剿国民革命军陆军第二十一集团军独立游击第五大队，企图一举歼灭。据当地村民回忆，那天下着大雨，张体学正在屋内休息，国民党军队将住房围住，住户安大脚急中生智，把张体学拉起来，狠狠打了他几记耳光，大骂”懒种，稻田快被大水冲，还不同去堵决”。张体学趁机开脱，幸免于难。但张体学的夫人、医务室主任戴醒群、冈麻罗边中心县委组织部长张良卿、五大队供给处长姚渠等100多人被捕后遭杀害。当地的红色革命火种在村民的保护下得以存活。